# Fokker F.V
De Fokker F.V was een vliegtuig dat in de jaren '20 van de twintigste eeuw door het Nederlandse bedrijf Fokker werd gebouwd. Het toestel werd ontworpen door ingenieur Reinhold Platz en werd gebouwd in de Fokker-fabrieken in Veere. De eerste vlucht vond plaats op 7 december 1922. Er werd alleen een prototype gebouwd.
De meest bijzondere eigenschap van de F.V was dat het zowel een hoogdekker als een dubbeldekker was, in die zin dat de onderste vleugel verwijderd kon worden. Zo zou het vliegtuig geschikt gemaakt kunnen worden voor zowel een hoge draaglast als voor een hoge snelheid. In de praktijk viel dit tegen omdat de onderste vleugel minder dan de gewenste lift leverde.

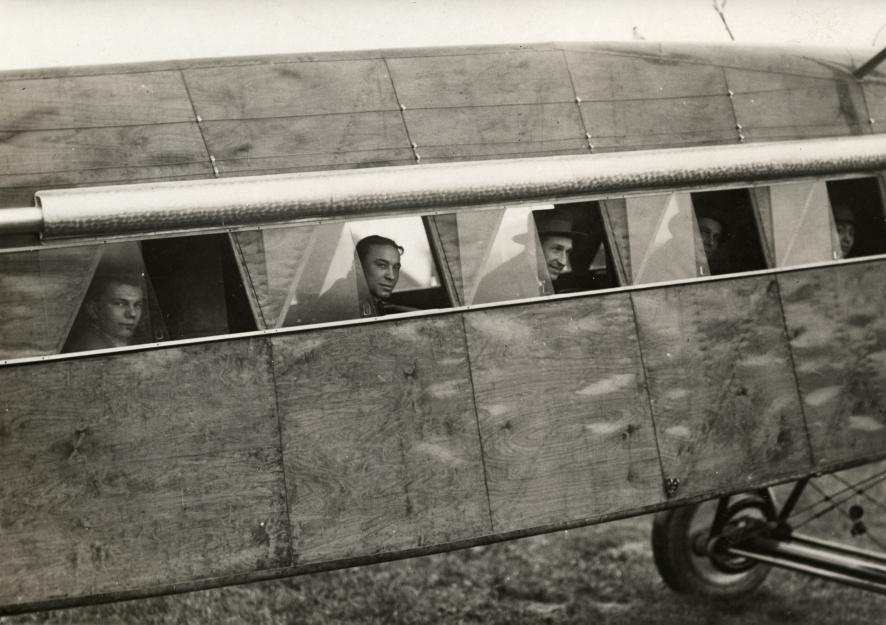
Triplex rompbekleding van de F.V

Een andere bijzonderheid was de rompconstructie van het vliegtuig. De romp van de F.V bestond niet uit om stalen buizen gespannen linnen, zoals tot dan toe gebruikelijk was, maar er werden twee lagen triplex aangebracht (een laag in de cabine en een laag aan de buitenzijde). De platen klapperden zo hevig tijdens het vliegen, dat de passagiers elkaar nauwelijks konden verstaan. De dubbele rompwand was uiteindelijk geen succes.
De motor van de F.V dreef twee achter elkaar geplaatste dubbelbladige propellers aan, omdat een enkele propeller te groot zou zijn geworden. De F.V was voorzien van dubbele besturing en had in de cabine plaats voor acht passagiers en een toilet.